# Hugo Salazar
Hugo Salazar Anglada (Sevilla, 8 de marzo de 1978) es un cantante y compositor español. A lo largo de su carrera ha lanzado seis discos al mercado y ha ofrecido más de 500 conciertos por España. Entre sus sencillos se encuentran las canciones: «Donde estaré», «Quiero que vuelva», «Sin argumentos» o «La asesina de mi buena suerte», entre otros.

## Biografía

### Primeros años
Hugo Salazar nació en Sevilla el 8 de marzo de 1978. Es el menor de tres hermanos (Quino y Aníbal). Desde pequeño vivió la música en su hogar. Estudió en el Colegio de San Francisco de Paula y en el Instituto Velázquez. Su madre, Remedios Asunción Anglada Mayoral, lo llevaba a los ensayos del Coro de la Hermandad del Rocío de Sevilla (al que ella pertenecía -actualmente es camarera de la Virgen titular de dicha hermandad-). Su padre Aníbal Salazar Navarrete, es representante textil. Con ocho años apareció en la carátula del disco Campanas de la Giralda. Con este coro participó en la boda de la Infanta Elena en Sevilla así como en la Misa Pontifical de Pentecostés en el Rocío, entre otras actuaciones. También grabó tres discos junto a ellos. Más adelante formó parte del grupo Cambayá junto a dos de sus amigos. Realizaron actuaciones en Sevilla, Madrid, Barcelona y San Sebastián.
Es hermano de las cofradías sevillanas de San Roque y El Calvario.

### 2002:Operación Triunfo
En 2002, formó parte de la segunda edición del programa de televisión Operación Triunfo de TVE. Fue el quinto finalista en una edición que contó con otros cantantes como Manuel Carrasco, Mai Meneses, Vega o Nika, con la que inició una relación sentimental. Junto a Nika interpretó una versión del tema catalán «Boig per tú» (en español adaptada con el nombre «Es por ti»).

### 2003-2004:El héroe de tu vida
En la primavera de 2003 lanzó su primer sencillo «El templo de tu cuerpo» con el que vende más de 200.000 copias en formato físico. Su videoclip fue rodado en una casa minimalista de la Costa Brava y contó con la presentadora Mónica Hoyos como protagonista. Su canción debut obtuvo cuatro discos de platino en España. 
En el verano de 2003 lanzó su primer disco El héroe de tu vida de la mano de Muxxic y de Vale Music. Producido por José Ramón Flórez. Fue disco de platino por ventas superiores a 100.000 copias. El tema «Quiero que vuelva» fue el primer sencillo del disco. Este álbum incluye un tema compuesto por Antonio Orozco: el segundo sencillo «Lo que tu quieras soy», además de un dúo junto a Nika en la canción «Duermes». Ese mismo año, realizó cuatro giras: un tour con sus compañeros de Operación Triunfo, el tour Generación OT (de las dos primeras ediciones del programa), una gira de verano junto a Nika y una gira en solitario de conciertos acústicos. Además, el cantante compatibilizó este tour con otros conciertos grupales junto a Cadena Dial.
En 2004 actuó en Estocolmo (Suecia) en compañía de la comunidad española de la ciudad con motivo de la participación de Ramón en el Festival de la canción de Eurovisión. Desde allí conectó con el programa especial Todos con Ramón de TVE con emisión en directo en España. Ese mismo verano realizó una prolongada gira que cerró en la Sala Antique de Sevilla. El cantaor Miguel Poveda y su hermano Quino le acompañaron en esta ocasión.

### 2005-2009:HugoyEn el silencio
A finales de 2005 presenta Hugo, su segundo disco. Fue editado por Ediciones Senador. «Regálame tus besos» fue su primer sencillo, seguido de «Niña» y «Miedo» como segundo y tercer sencillo. Este trabajo destacó por sus aires andaluces, por su autoría en las canciones y por un dúo junto a Miguel Poveda. Al año siguiente, recorrió España realizando una gira de más de sesenta conciertos.
A finales de 2007 salió a la venta En el silencio. Su tercer disco fue también editado por Senador y fue producido por Carlos Vera. A partir de este momento incorporó su apellido, Salazar, a su nombre artístico. Para este trabajo fue autor de diez de las canciones. En sus letras pueden apreciarse temáticas sociales: los más pequeños en el primer sencillo «En el silencio» o los embarazos adolescentes en el segundo sencillo «17 primaveras».  
Adicionalmente, participa como monologuista en El club de Flo (La Sexta) y como actor en Arrayán (Canal Sur) y A ver si llego (Telecinco). También desfiló para pasarela y fue columnista de El Correo de Andalucía, escribiendo sobre una de sus más grandes pasiones, el Betis.

### 2010-2012:Nuevas latitudes
En el otoño de 2010 presentó su cuarto álbum Nuevas latitudes de la mano de Sony Music. «Dondé estaré» se lanzó como primer sencillo, su videoclip fue grabado en las instalaciones de Parque Warner Madrid y contó con la participación de la modelo Jessica Bueno. Todas las canciones del disco están compuestas por Hugo. El tema de corte pop «Besos» fue su segundo sencillo. 
Se lanzó en 2011 el tercer sencillo «Casi melancólico» (posteriormente presentado a dúo junto al grupo andaluz Andy y Lucas). El cantante realizó también una extensa gira de conciertos por todo el país.
En 2012 recibió el premio Cadena Dial a su trayectoria. Ese año realiza también un extenso tour y participa en conciertos organizados por las emisoras Cadena Dial, Canal Fiesta Radio y Cadena 100 en giras especiales junto a otros artistas. También participó en partidos benéficos de fútbol y baloncesto.

### 2013-2018:Gente
En el verano de 2013 presentó su quinto disco Gente de la mano de Warner Music. El primer sencillo fue el tema pop «No sin ti», seguido de su segundo sencillo «Ya no hay más» y fue presentado a comienzos de 2014. Tiempo después compaginó la promoción del álbum con la realización de un tour de conciertos por España. 
En 2015 fue jurado del programa de televisión Se llama Copla Junior en Canal Sur. Además inició la preparación de su siguiente trabajo. Presentó el sencillo pop «Adivina, adivinanza» acompañado de un videoclip en 2016. Durante el verano realiza una gira de conciertos por España.
En 2017 participó como concursante en el programa Me lo dices o me lo cantas presentado por Jesús Vázquez en Telecinco. Ese mismo año cantó la canción «El chiringuito de los jugones» para el programa de debate deportivo El chiringuito de jugones presentado por Josep Pedrerol en Mega, canal perteneciente al grupo Atresmedia. Durante el año realizó una gira de cuarenta conciertos y presentó dos sencillos: «Pólvora» y «Sin argumentos»  a dúo con Lorena Pinot (Miami Sound Machine).

### 2019-presente:Ciento ochenta
En 2019 presentó su sexto trabajo discográfico Ciento ochenta. El álbum, formado por diez canciones compuestas por el propio artista, ha sido producido por Bori Alarcón (ganador de siete premios Grammy). Sus tres sencillos con videoclip son «La asesina de mi buena suerte», «Si bailas conmigo» y «Arcoíris en tu pelo» (en el que aparece junto a su hija).
En 2022 lanzó al mercado el sencillo «Te odio, amor» y en 2023 presentó la canción «Todas las mañanas» acompañada de videoclip y con una nueva discográfica.
En 2024 sale a la venta su sencillo «Mil kilómetros».

## Vida privada
En diciembre de 2014 fue padre de una niña llamada Julieta. El cantante estudió y obtuvo el título de Técnico Superior en Nutrición y Dietética.

## Discografía
- 2003: El héroe de tu vida
- 2005: Hugo
- 2007: En el silencio
- 2010: Nuevas latitudes
- 2013: Gente
- 2019: Ciento ochenta

## Videografía
- 2003: «El templo de tu cuerpo»
- 2003: «Quiero que vuelva»
- 2003: «Lo que tu quieras soy»
- 2005: «Regálame tus besos»
- 2005: «Niña»
- 2006: «Miedo»
- 2007: «En el silencio»
- 2008: «17 primaveras»
- 2010: «Dónde estarás»
- 2010: «Besos»
- 2011: «Casi melancólico»
- 2013: «No sin ti»
- 2014: «Ya no hay más»
- 2015: «Adivina, adivinanza»
- 2016: «Sin argumentos»
- 2017: «Pólvora»
- 2019: «La asesina de mi buena suerte»
- 2019: «Si bailas conmigo»
- 2020: «Arcoíris en tu pelo»
- 2022: «Te odio, amor»
- 2023: «Todas las mañanas»
- 2024: «Mil kilómetros»
- 2024: «Si te vas»
- 2025: «Regálame tus besos V.20»

## Colaboraciones musicales
- 2002: «Entra en mi vida» con Manuel Carrasco
- 2002: «Es por ti» con Nika
- 2002: «Me vuelves loco» con Vega
- 2002: «La fuerza de la vida» con OT2
- 2002: «Un segundo en el camino» con OT2
- 2003: «Tu frialdad» con Manu Tenorio
- 2003: «Tu volverás» con Nika
- 2003: «Santa Lucía» con David Bisbal, David Bustamante, Manuel Carrasco...
- 2003: «Duermes» con Nika
- 2005: «Alma» con Miguel Poveda
- 2011: «Casi melancólico» con Andy y Lucas
- 2015: «Canta con Santa» con Cristian Bataller y Hakuna Group Music
- 2016: «Sin argumentos» con Lorena Pinot (Miami Sound Machine)
- 2019: «Si bailas conmigo» con baile de Roser

## Televisión y radio
- 2002 - 2003: Operación Triunfo. TVE. Concursante.
- 2003: Generación OT: Destino Eurovisión. TVE. Programa semanal.
- 2003: Generación OT: En concierto Almería. TVE.
- 2003: Destino Eurovisión. TVE. Programa semanal.
- 2004: Operación Eurovisión. TVE. Programa semanal.
- 2004: Max Clan. TVE. Programa semanal. Episódico.
- 2005: Geniales: Arturo Fernández. TVE. Artista invitado.
- 2005 - 2022: Pasapalabra. Artista invitado.
- 2006: Gala 50 años de TVE. TVE. Gala. Artista invitado.
- 2007: El club de Flo. LaSexta. Monologuista.
- 2008: Arrayán. Canal Sur. Como Marcos.
- 2008: ¿Sabes más que un niño de primaria?. Antena 3. Concurso. Episódico.
- 2009: ¡A ver si llego!. Telecinco. Como Gonzalo.
- 2010: Gala 20 aniversario de Telecinco. Telecinco. Gala. Artista invitado.
- 2011: Qué tiempo tan feliz. Telecinco. Episódico.
- 2014: T con T: Homenaje a OT. TVE. Programa. Artista invitado.
- 2015: Se llama Copla Junior. Canal Sur. Concurso. Jurado.
- 2017: Me lo dices o me lo cantas. Telecinco. Concursante.
- 2020: La tarde aquí y ahora. Canal Sur. Presentador.
- 2022: Atrápame si puedes: Celebrity. Telemadrid. Concursante.
- 2022: Mediafest Night Fever. Telecinco. Cantante.
- 2022-2023: La noche más hermosa. Canal Sur Radio. Colaborador.